# 구로카미촌
구로카미촌(黒髪村)은 일본 구마모토현 호타쿠군에 설치되었던 촌이다. 현재의 구마모토시 주오구의 일부에 해당한다.